# 1975 au Canada
Pour un article plus général, voir Chronologie du Canada.
Cet article traite des événements qui se sont produits durant l'année 1975 au Canada.

## Événements

### Politique
- 26 mars : élection générale albertaine.

- 11 juin : élection générale saskatchewanaise.
- 1er août : établissement des relations diplomatiques entre le Canada et l'Allemagne de l'Est

- 16 septembre : élection générale terre-neuvienne.

- 18 septembre : élection générale ontarienne.

### Justice
- 21 janvier : Richard Blass tue le gérant du cabaret Gargantua à Montréal et fait incendier le lieu en tuant 12 autres personnes. Il sera tué plus tard par la police.

- 28 mai : fusillade de l'école secondaire Centennial (Brampton, Ontario).

- 27 octobre : fusillade de St. Pius X High School (Ottawa).

### Sport

#### Hockey
- 21 janvier : 28e Match des étoiles de la Ligue nationale de hockey au Forum de Montréal.
- Fin de la Saison 1974-1975 de la LNH suivi des Séries éliminatoires de la Coupe Stanley 1975.
- Fin de la Saison 1974-1975 de l'AMH.
- Les Marlboros de Toronto remportent la Coupe Memorial 1975.
- Repêchage amateur de la LNH 1975.
- Début de la Saison 1975-1976 de la LNH et de la Saison 1975-1976 de l'AMH.

#### Autre
- Championnat du monde de pétanque à Québec

### Économie
- Fondation de Pétro-Canada après le premier choc pétrolier.
- Fondation de la Potash Corporation of Saskatchewan.
- Inauguration de l'Aéroport international Montréal-Mirabel.
- Ouverture du premier magasin Parasuco (sous le nom Satana Jeans) à Montréal.

### Culture
- 24 juin : spectacle de la Saint-Jean Baptiste au Mont Royal à Montréal. Gilles Vigneault interprète Gens du pays.
- Prix du Gouverneur général 1975

### Religion
- Début de l'émission de télévision d'information religieuse Second regard.
- Émission L'Évangile en papier.

## Naissances
- 22 janvier : Shean Donovan, joueur de hockey sur glace.
- 25 janvier : Mia Kirshner, actrice.
- 2 février : Todd Bertuzzi, joueur de hockey sur glace.
- 15 février : Sébastien Bordeleau, joueur de hockey sur glace.
- 24 février : Ashley MacIsaac, violoniste.
- 17 mars : Andrew Martin, catcheur.
- 4 avril : Kevin Weekes, gardien de but de hockey sur glace.
- 22 avril : Greg Moore, pilote automobile.
- 13 mai : Jamie Allison, joueur de hockey sur glace.
- 29 mai : Jason Allison, joueur professionnel de hockey sur glace.
- 13 août : Marty Turco, gardien de but de hockey sur glace.
- 15 août : Brendan Morrison, joueur professionnel de hockey sur glace.
- 9 septembre : Michael Bublé, chanteur et acteur.
- 2 octobre : Michel Trudeau, l'un des fils du premier ministre du Canada Pierre Trudeau.
- 12 octobre : Randy Robitaille, joueur de hockey sur glace.
- 2 décembre : Brett Lindros, joueur professionnel de hockey sur glace.

## Décès
- Gustave Lanctot, auteur.
- 25 janvier : Charlotte Whitton, mairesse d'Ottawa.
- 18 mars : Alain Grandbois, poète.